# Papenhoven
Papenhoven, en limbourgeois Papenhaove, est un village néerlandais situé dans la commune de Sittard-Geleen, dans la province du Limbourg néerlandais. Le 1er janvier 2007, le village comptait 780 habitants.

## Histoire
Jusqu'au 1er janvier 1982, Papenhoven formait une commune avec Obbicht, sous le nom d'Obbicht en Papenhoven.